# شرق إنجلترا
تعد شرق إنجلترا إحدى المناطق التسع الرسمية في إنجلترا حيث تتألف من محافظات بيدفوردشير، كامبريدجشير، إسكس، هيرتفوردشاير، نورفولك وسوفولك. لدى إسكس أعلى عدد من السكان في المنطقة.
قدر عدد سكانها في تعداد عام 2011 بحوالي 5,847,000 مليون نسمة. تعد مدن بيدفورد ولوتون وباسيلدون وبيتربورو وساوثيند أون سي ونورويتش وإيبسويتش وكولشيستر وتشيلمسفورد وكامبردج أكثر المدن اكتظاظًا بالسكان. يقع الجزء الجنوبي من المنطقة في London commuter belt.